# Wanderley Machado da Silva Junior
Wanderley Machado da Silva Junior (* 28. März 1965), auch einfach nur Wanderley genannt, ist ein ehemaliger brasilianischer Fußballspieler und heutiger -trainer.

## Karriere

### Spieler
Wanderley Machado da Silva Junior stand von 1990 bis 1993 in der Schweiz beim Erstligisten FC Chiasso unter Vertrag. Für den Verein aus Chiasso bestritt er 19 Ligaspiele.

### Trainer
Wanderley Machado da Silva Junior begann seine Trainerkarriere in Indonesien. Hier stand er vom 20. Juni 2017 bis 26. November 2023 bei Persipura Jayapura in Jayapura unter Vertrag. Am 28. September 2018 nahm ihn der indonesische Klub Badak Lampung aus Bandar Lampung bis Jahresende unter Vertrag. Im November 2021 zog es ihn nach Thailand. Hier unterschrieb er am 12. November 2021 einen Vertrag beim Lamphun Warriors FC. Der Verein aus Lamphun spielte in der zweiten Liga, der Thai League 2. Am Ende der Saison 2021/22 feierte er mit Lamphun die Meisterschaft und den Aufstieg in die erste Liga. Nach dem Aufstieg verließ er den Verein. Am 1. Juni 2022 übernahm er das Amt des Technischer Direktors beim Zweitligaaufsteiger Nakhon Si United FC. Am 29. August 2022 beendete er die Arbeit als Technischer Direktor und übernahm das Amt des Cheftrainers bei dem Zweitligisten. Als Cheftrainer stand er bis Anfang März 2023 bei dem Verein aus Nakhon Si Thammarat an der Seitenlinie. Direkt im Anschluss übernahm er bis Mai 2023 den Cheftrainerposten beim Zweitligisten Chiangmai United FC. Am 13. Dezember 2023 übernahm er in Samut Prakan den Cheftrainerposten beim Zweitligisten Samut Prakan City FC. Hier ersetzte er den Ende November 2023 entlassenen Tana Chanabut. Hier stand er bis Saisonende im Juni 2024 unter Vertrag. Nach einjähriger Vertragslosigkeit übernahm er im Juni 2025 das Amt des Cheftrainer beim Erstligisten Lamphun Warriors FC. Hier übernahm er das Amt des ebenfalls aus Brasilien stammenden Alexandre Gama.

## Erfolge

### Trainer
Lamphun Warriors FC
- Thailändischer Zweitligameister: 2021/22  ▲